# Thánh địa Mỹ Sơn
Thánh địa Mỹ Sơn thuộc xã Duy Phú, thành phố Đà Nẵng, cách trung tâm thành phố khoảng 69 km và gần thành cổ Trà Kiệu, bao gồm nhiều đền đài Chăm Pa, trong một thung lũng đường kính khoảng 2 km, bao quanh bởi đồi núi. Đây từng là nơi tổ chức cúng tế của vương triều Chăm Pa. Thánh địa Mỹ Sơn được coi là một trong những trung tâm đền đài chính của Ấn Độ giáo ở khu vực Đông Nam Á và là di sản duy nhất của thể loại này tại Việt Nam.
Thông thường người ta hay so sánh Thánh địa này với các tổ hợp đền đài chính khác ở Đông Nam Á như Borobudur (Java, Indonesia), Pagan (Myanmar), Wat Phou (Lào), Angkor Wat (Campuchia) và Prasat Hin Phimai (Thái Lan). Từ năm 1999, Thánh địa Mỹ Sơn đã được UNESCO chọn là một trong các di sản thế giới tân thời và hiện đại tại phiên họp thứ 23 của Ủy ban di sản thế giới theo tiêu chuẩn C (III) như là một ví dụ điển hình về trao đổi văn hoá và theo tiêu chuẩn C (III) như là bằng chứng duy nhất của nền văn minh châu Á đã biến mất. Hiện nay, nơi đây đã được thủ tướng chính phủ Việt Nam đưa vào danh sách xếp hạng 23 di tích quốc gia đặc biệt quan trọng.

## Lịch sử
Mỹ Sơn có lẽ được bắt đầu xây dựng vào thế kỷ IV. Trong nhiều thế kỷ, Thánh địa này được bổ sung thêm các ngọn tháp lớn nhỏ và đã trở thành khu di tích chính của văn hóa Chămpa tại Việt Nam. Ngoài chức năng hành lễ, giúp các vương triều tiếp cận với các Thánh thần, Mỹ Sơn còn là trung tâm văn hóa và tín ngưỡng của các triều đại Chămpa và là nơi chôn cất các vị vua, thầy tu nhiều quyền lực. Những di vật đầu tiên được tìm thấy ghi dấu thời đại vua Bhadravarman I (trị vì từ năm 381 đến 413), vị vua đã xây dựng một Thánh đường để thờ cúng linga và Shiva. Mỹ Sơn chịu ảnh hưởng rất lớn của Ấn Độ cả về kiến trúc (thể hiện qua các đền tháp đang chìm đắm trong huy hoàng quá khứ), và về văn hóa—thể hiện qua các dòng bia ký bằng chữ Phạn cổ trên các tấm bia.
Dựa trên các tấm bia văn tự khác, người ta biết nơi đây đã từng có một đền thờ đầu tiên được làm bằng gỗ vào thế kỷ IV. Hơn 2 thế kỷ sau, ngôi đền bị thiêu hủy trong một trận hỏa hoạn lớn. Vào đầu thế kỷ VII, vua Sambhuvarman (Phạm Phạn Chi) (trị vì từ năm 577 đến năm 629) đã dùng gạch để xây dựng lại ngôi đền còn tồn tại đến ngày nay (có lẽ sau khi dời đô từ Khu Lật về Trà Kiệu). Các triều vua sau đó tiếp tục tu sửa lại các đền tháp cũ và xây dựng các đền tháp mới để thờ các vị thần. Gạch là vật liệu tốt để lưu giữ ký ức của một dân tộc kỳ bí; và kỹ thuật xây dựng các tháp này của người Chăm cho tới nay vẫn còn bí ẩn. Người ta vẫn chưa tìm ra lời giải đáp thích hợp nào về chất liệu gắn kết, phương thức nung gạch và xây dựng.
Những ngọn tháp và lăng mộ có niên đại từ thế kỷ VII đến thế kỷ XIV, nhưng các kết quả khai quật cho thấy các vua Chăm đã được chôn cất ở đây từ thế kỷ IV. Tổng số công trình kiến trúc là trên 70 chiếc. Thánh địa Mỹ Sơn có thể là trung tâm tôn giáo và văn hóa của nhà nước Chăm Pa khi thủ đô của quốc gia này là Trà Kiệu hay Đồng Dương.

## Khảo cổ học
Sau khi vương quốc Chiêm Thành lụi tàn, Thánh địa Mỹ Sơn đã chìm trong lãng quên hàng thế kỷ, đến năm 1885, nó mới được phát hiện. Mười năm sau, các nhà nghiên cứu bắt đầu thực hiện các cuộc phát quang, nghiên cứu khu di tích này.
Có thể chia việc nghiên cứu của các nhà khoa học Pháp về Mỹ Sơn thành hai giai đoạn:
- Từ năm 1898 đến 1899: Louis Finot và Launet de Lajonquere nghiên cứu các văn bia.
- Từ năm 1901 đến 1902: Henri Parmentier nghiên cứu về nghệ thuật, năm 1904 ông cùng Olrpeaus tổ chức khai quật khảo cổ học tại đây.

Đến năm 1904, những tài liệu cơ bản nhất về Mỹ Sơn đã được L. Finot và H. Parmentier công bố. Từ công trình nghiên cứu của H. Parmentier, người ta biết cách đây hơn 100 năm Mỹ Sơn còn 68 công trình kiến trúc, và ông đã chia chúng thành các nhóm từ A, A’ đến N.
Nhà nghiên cứu nghệ thuật F.S. Tern chia di tích Chăm Việt Nam thành 7 phong cách nghệ thuật theo quá trình tiến triển của nó. Mỹ Sơn có đủ đại biểu các phong cách, trong đó có 2 phong cách xuất phát từ Mỹ Sơn. Đặc biệt phong cách Mỹ Sơn A1 với xuất phát là đền A1 thường được gọi là kiệt tác kiến trúc của di tích Chăm.
Các nhà khảo cổ học Pháp chia các công trình kiến trúc ở Mỹ Sơn ra làm 10 nhóm chính: A, A', B, C, D, E, F, G, H, K để đặt tên cho mỗi công trình theo kiểu ghép chữ cái và số.

## Kiến trúc

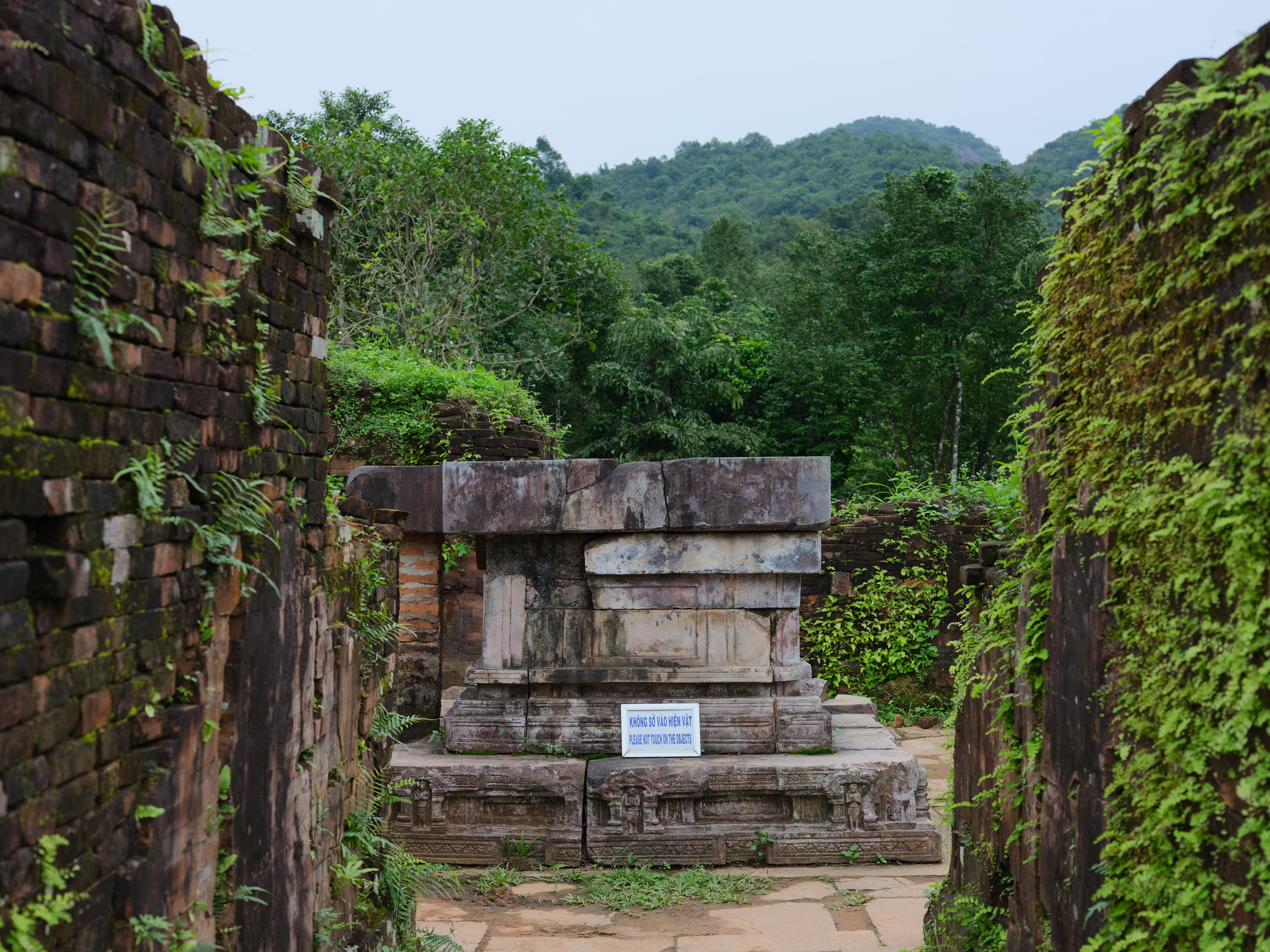
Bệ này và đường viền của bức tường là tất cả những gì còn lại của ngôi đền tráng lệ từng được gọi là "A1".

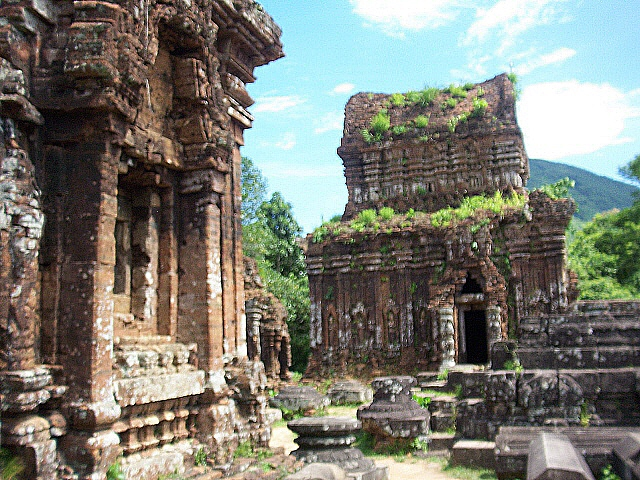
Tháp được gọi là "B5" (nền) là hình mẫu nổi bật còn tồn tại của phong cách Mỹ Sơn A1.

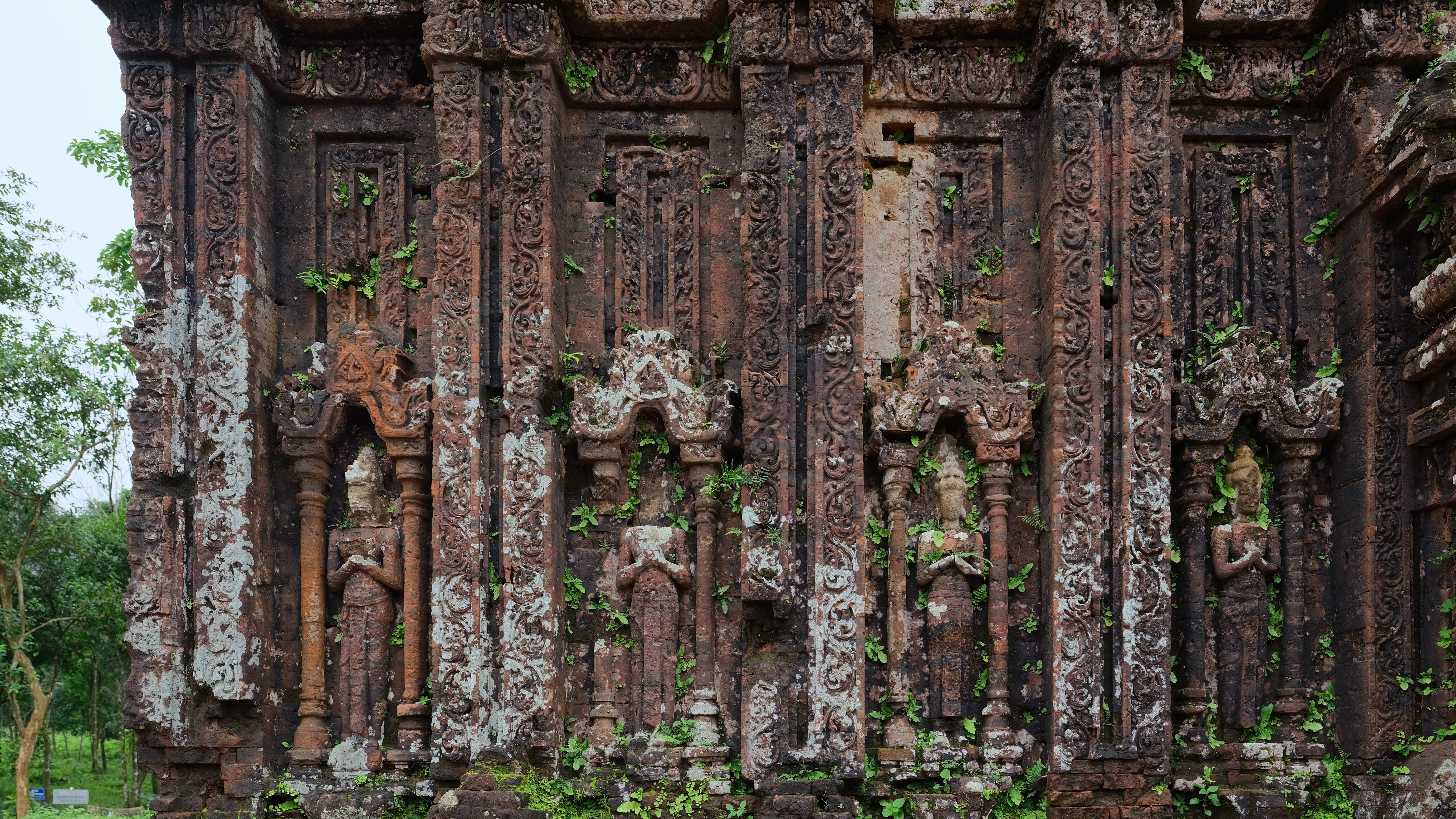
Những ngôi đền ở Mỹ Sơn được làm bằng gạch đỏ. Chạm khắc trang trí đã được cắt trực tiếp vào những viên gạch.

Về mặt kiến trúc thì các đền tháp, lăng mộ ở Mỹ Sơn là nơi hội tụ của các kiểu dáng khác nhau, từ những kiểu cổ đại hay kiểu Mỹ Sơn E1 (thế kỷ VIII, Mỹ Sơn E1 và F1), kiểu Hòa Lai (cuối thế kỷ VIII - đầu thế kỷ IX, Mỹ Sơn A2, C7 và F3), kiểu Đồng Dương (cuối thế kỷ IX - đầu thế kỷ X, Mỹ Sơn A10, A11-13, B4, B12), kiểu Mỹ Sơn A1 (thế kỷ X, Mỹ Sơn B5, B6, B7, B9, C1, C2, C5, D1, D2, D4), kiểu chuyển tiếp Mỹ Sơn A1-Bình Định (đầu thế kỷ XI - giữa thế kỷ XII, Mỹ Sơn E4, F2, nhóm K) và kiểu Bình Định (cuối thế kỷ XI - đầu thế kỷ XIV, Mỹ Sơn B1 và các nhóm G, H).
Nghệ thuật và kiến trúc qua bố cục đền tháp mang ảnh hưởng lớn của phong cách Ấn Độ. Khu Thánh địa gồm nhiều cụm tháp, bố cục mỗi cụm tháp đều có một tháp chính (Kalan) ở giữa và nhiều tháp phụ nhỏ bao bọc xung quanh. Kalan thường thờ Linga (sinh thực khí) hay linh tượng Shiva. Mặt trước mỗi cụm tháp là một tháp cổng (Gopura), tiếp đến tiền đình (Mandapa), hạng mục công trình có chức năng là nơi sắp xếp lễ vật và múa hát nghi thức hành lễ. Bên cạnh là một kiến trúc luôn quay về hướng Bắc (hướng thần tài lộc Kuvera), gồm 1 hay 2 phòng, gọi là Kósa Grha dùng để chứa đồ tế nhuyễn và thức ăn (cỗ) cúng chư thần. Các tháp đều có hình chóp, biểu tượng của đỉnh Meru thần Thánh, nơi cư ngụ của các vị thần Hindu. Cổng tháp thường quay về phía đông để tiếp nhận ánh sáng Mặt Trời. Nhiều tháp có kiến trúc rất đẹp với hình những vị thần được trang trí với nhiều loại hoa văn. Phần lớn những kiến trúc này hiện nay đã bị suy tàn, nhưng đây đó vẫn còn sót lại những mảng điêu khắc mang dấu ấn hoàng kim của các triều đại Chăm Pa huyền thoại. Những đền thờ chính ở Mỹ Sơn thờ một bộ linga hoặc hình tượng của thần Shiva - thần bảo hộ của các triều vua Chăm Pa. Những người cầu nguyện thời trước thường đi vòng quanh tháp theo chiều kim đồng hồ trên một lối nhỏ.
Cụm tháp A (Kalan Mỹ Sơn A1) thờ một bộ Linga, có 6 ngôi đền nhỏ từ A2-A7 đối xứng nhau bao quanh thờ các vị thần phương hướng (trừ 2 hướng Đông, Tây): hướng Đông-thần sấm Indra, hướng Đông Nam-thần lửa Agni, hướng Nam-Diêm vương Yama, hướng Tây-thần bầu trời Varuna, hướng Tây Nam-thần Nirrti, hướng Tây Bắc-thần gió Vayu, hướng Bắc-thần Kuvera, hướng Đông Bắc-thần toàn năng Isána. Tháp A1 có 2 cửa chính đối diện nhau, quay về 2 hướng Đông và Tây. Bao phía ngoài, xa tháp chính A1 hơn, là các tháp phụ tương đối lớn, được ký hiệu từ A8-A12, phân bố trên một mặt bằng vuông vắn.
Đối diện với cụm tháp A, là cụm tháp B (Kalan Mỹ Sơn B1) là cụm tháp trung tâm của Thánh địa Mỹ Sơn.
Mặc dù chịu ảnh hưởng lớn từ Ấn Độ giáo, song biểu tượng của Phật giáo cũng tìm thấy ở Mỹ Sơn, vì đạo Phật Đại Thừa (Mahayana) đã trở thành tín ngưỡng chính của người Chăm vào thế kỷ X. (Một số đền đài đã được xây dựng trong thời gian này, tuy nhiên vào thế kỷ XVII nhiều tòa tháp ở Mỹ Sơn đã được tu sửa và xây dựng thêm) thông tin này không chính xác.

### Đền đá
Tại Thánh địa Mỹ Sơn có một đền xây dựng bằng đá, nó cũng là đền đá duy nhất của các di tích Chăm. Văn bia tại Mỹ Sơn cho biết, đền này được trùng tu lần cuối cùng bằng đá vào năm 1234. Nhưng rất tiếc là xây dựng chưa hoàn thành. Khi người Pháp khám phá Mỹ Sơn nó có nền như ngày nay, phía trên là đống gạch khổng lồ mà họ phải dọn dẹp 2 tháng mới xong (theo Vòng tròn Mỹ Sơn, tác giả Parmentier, 1904) Ngày nay, ngôi đền này đã bị sập (có lẽ do bom Mỹ trong chiến tranh Việt Nam, vì ngay sát tháp là một hố bom sâu hoắm vẫn dấu tích) nhưng hệ móng của nó cho thấy nó cao trên 30 m và đây là ngôi đền cao nhất của Thánh địa này. Các tài liệu thu thập được xung quanh khu đền này cho thấy nhiều khả năng đây là vị trí của ngôi đền đầu tiên vào thế kỷ IV.

## Bảo tồn
Công việc bảo tồn đầu tiên diễn ra năm 1937 bởi các nhà khoa học người Pháp. Trong giai đoạn từ năm 1937 đến 1938, đền A1 và các đền nhỏ xung quanh nó được trùng tu. Các năm sau, từ năm 1939 đến 1943, các tháp B5, B4, C2, C3, D1, D2 được trùng tu và gia cố lại. Tuy nhiên, nhiều tháp và lăng mộ (bao gồm tổ hợp A với tháp A1 đã từng rất tráng lệ - gồm tháp chính A1 cao 24 mét và 6 tháp phụ xung quanh, bị hủy diệt năm 1969) đã bị hủy diệt trong Chiến tranh Việt Nam.
Phần lớn các đền đài trong các nhóm khu vực trung tâm như B, C và D còn tồn tại, và mặc dù rất nhiều pho tượng, bệ thờ và linga đã bị lấy về Pháp trong thời kỳ thực dân hay gần đây được chuyển tới các viện bảo tàng như Viện bảo tàng Lịch sử Việt Nam, Viện bảo tàng Thành phố Hồ Chí Minh và Bảo tàng Nghệ thuật điêu khắc Chăm Đà Nẵng, vẫn có một viện bảo tàng thứ ba được thiết lập trong 2 ngôi đền với sự trợ giúp của người Đức và Ba Lan để trưng bày các mô hình các lăng mộ và hiện vật còn lại. Ngày 24 tháng 3 năm 2005 tỉnh Quảng Nam đã tổ chức lễ khánh thành nhà trưng bày, giới thiệu di tích Mỹ Sơn với diện tích 5.400 m² với nhà trưng bày chính rộng 1.000 m² ngay lối dẫn vào di tích (khoảng 1 km) do Nhật Bản tài trợ không hoàn lại. Tuy nhiên, hiện nay vẫn còn nhiều lo ngại về tình trạng của các công trình kiến trúc, một số trong đó có khả năng sập đổ. Trong giai đoạn từ năm 2002 đến 2004, Bộ Văn hóa và Thông tin Việt Nam đã chi khoảng 7 tỷ VNĐ (USD 440.000) cho dự án phục chế khẩn cấp Thánh địa Mỹ Sơn; một dự án của UNESCO được hỗ trợ bởi chính phủ Ý với số tiền là USD 800.000 và các cố gắng phục chế có nguồn vốn từ Nhật Bản hiện nay cũng đang góp phần ngăn chặn tình trạng xuống cấp của chúng. Các công việc phục chế tại đây cũng được World Monuments Fund (WMF) góp vốn.

## Hình ảnh

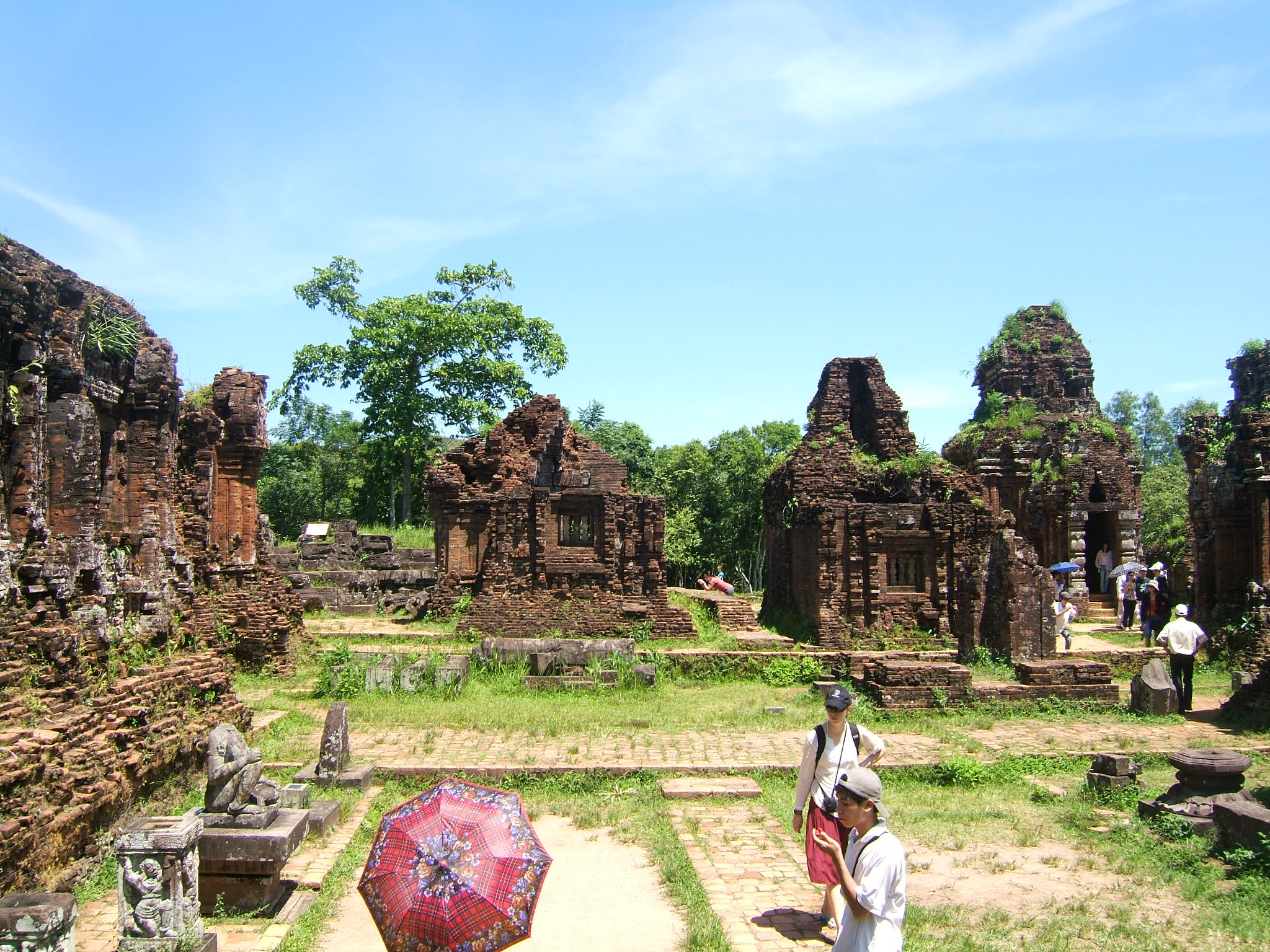
Một phần quang cảnh nhóm tháp B, C và D tại Mỹ Sơn.
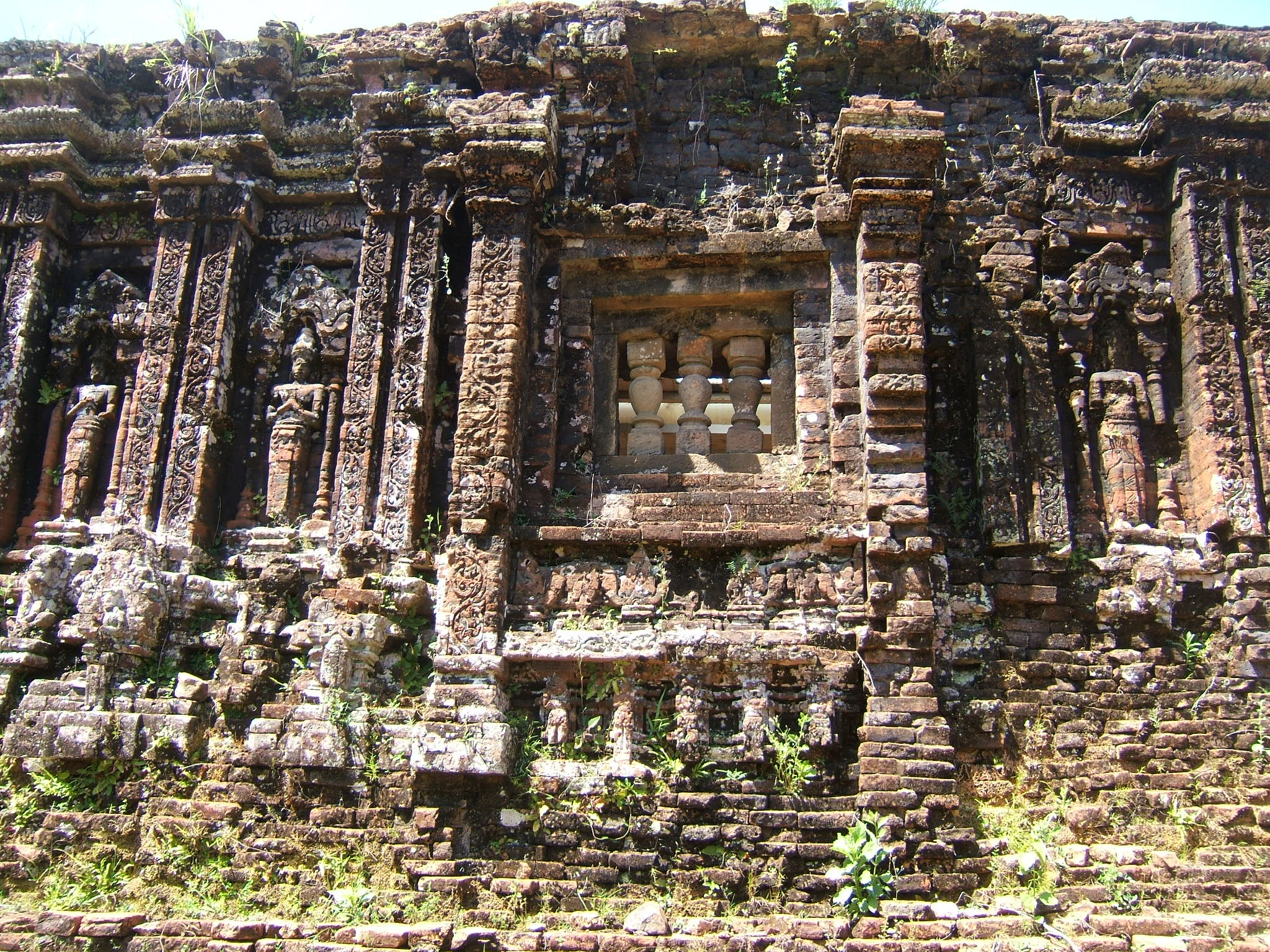
Các mô típ trang trí bên ngoài một tháp hình thuyền (đã vỡ mái) tại Thánh địa Mỹ Sơn.
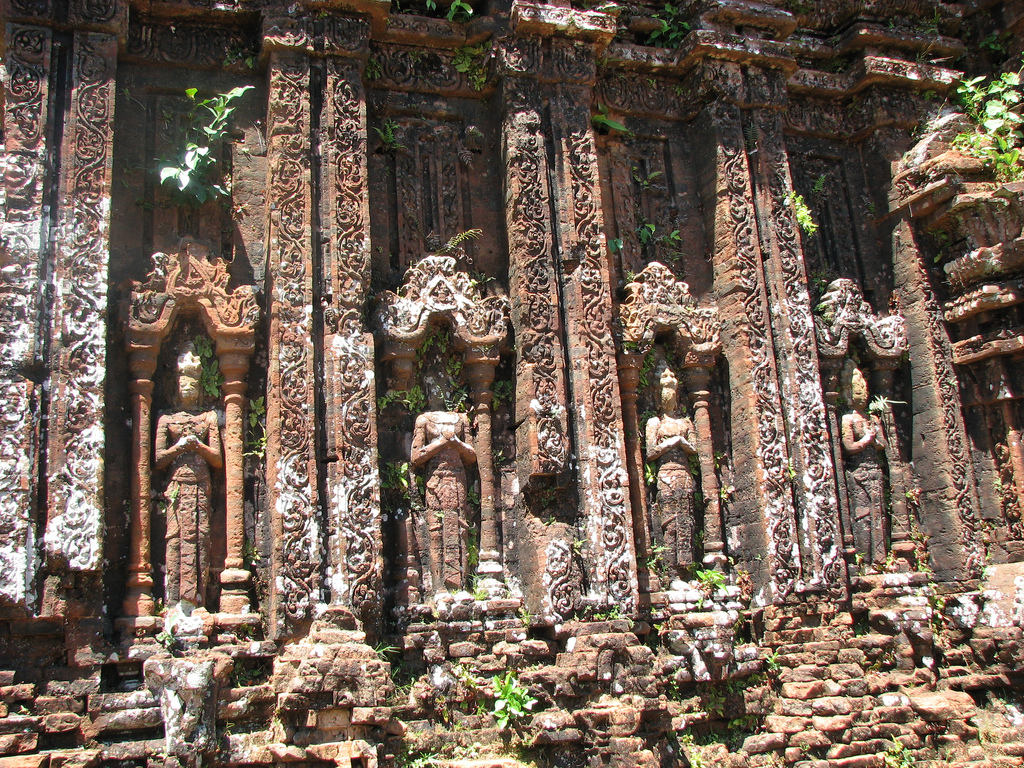
Họa tiết trang trí trên thân tháp
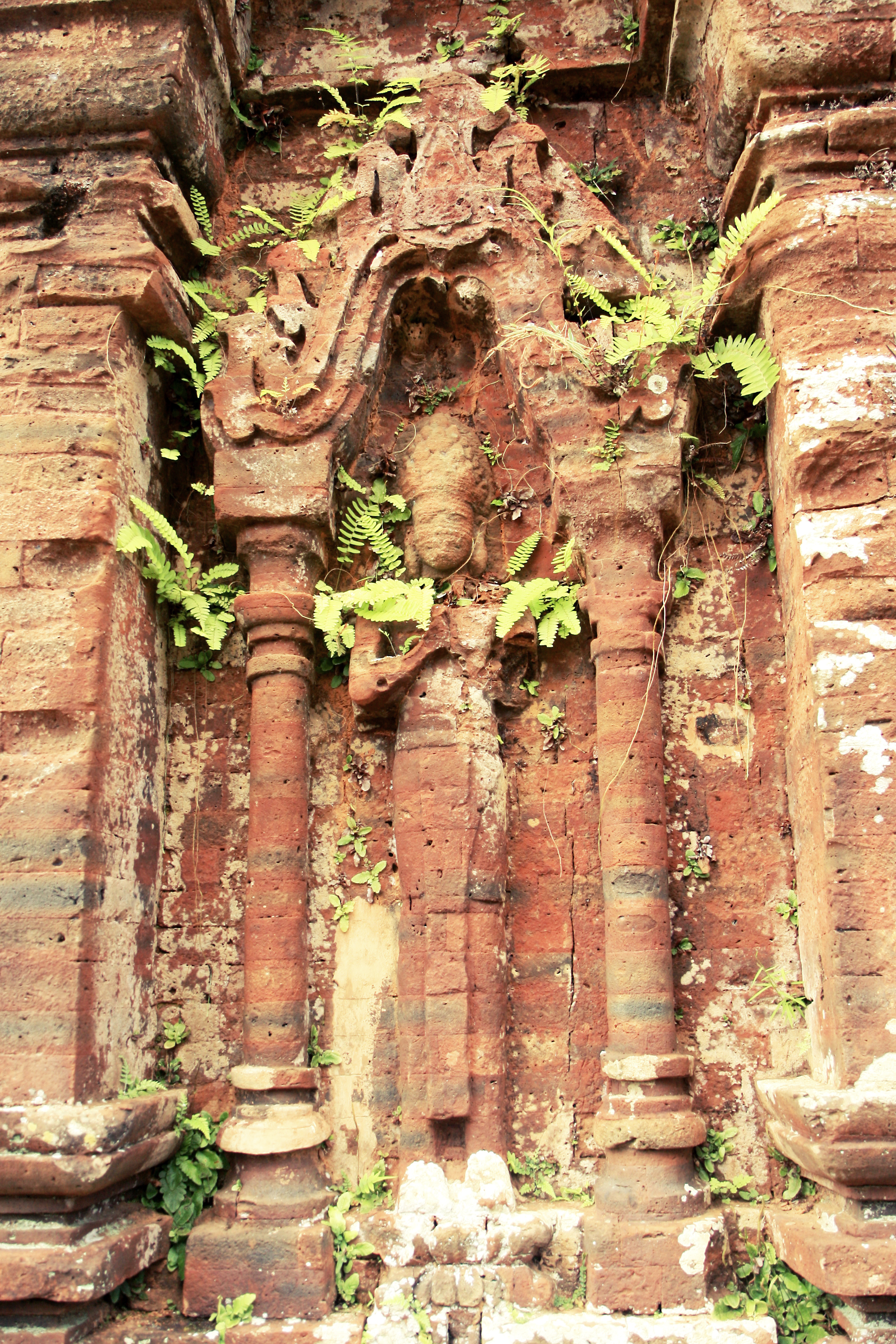
Tác phẩm điêu khắc trên gạch
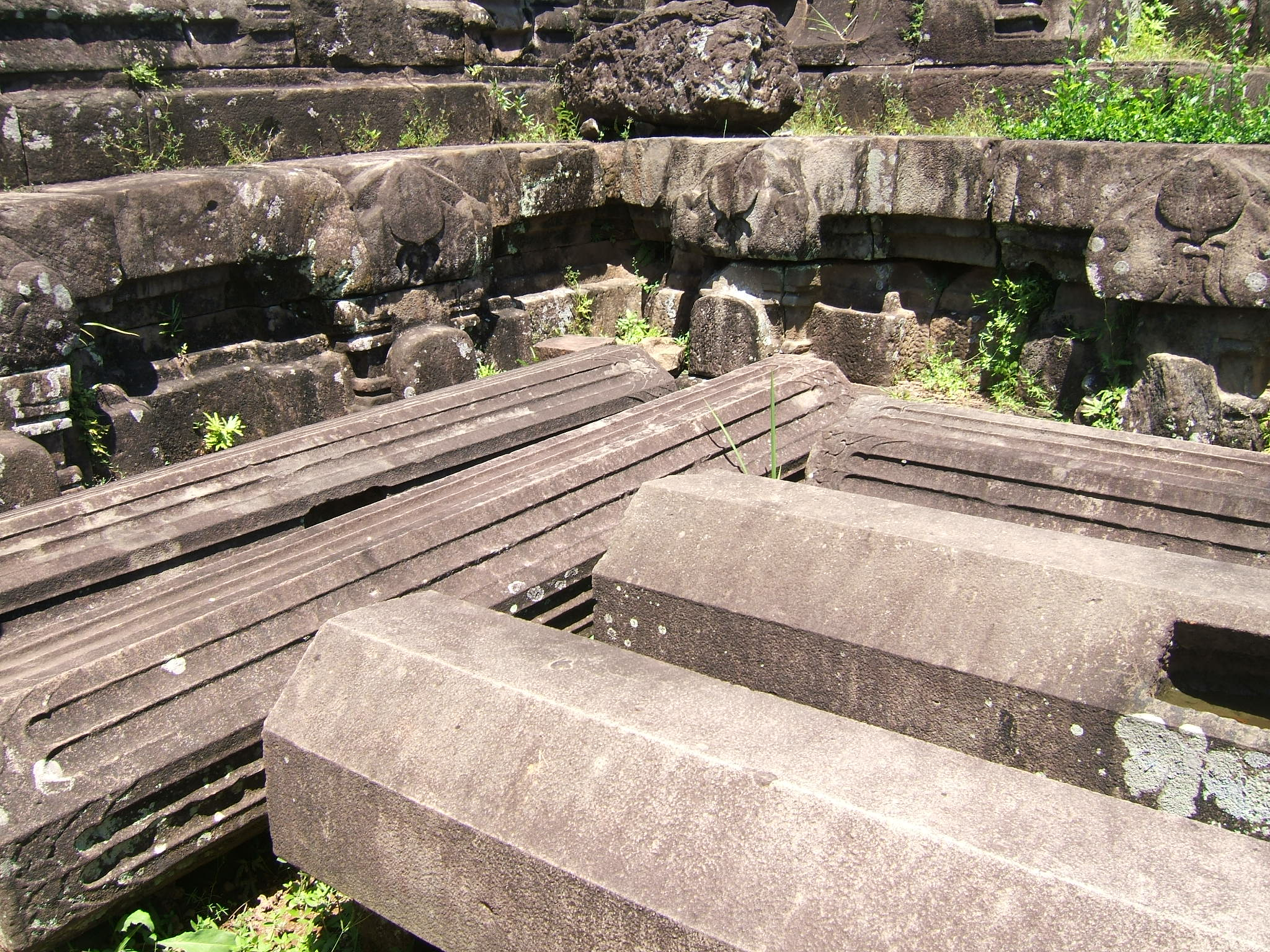
Tàn tích còn lại của tháp bằng đá tại Mỹ Sơn
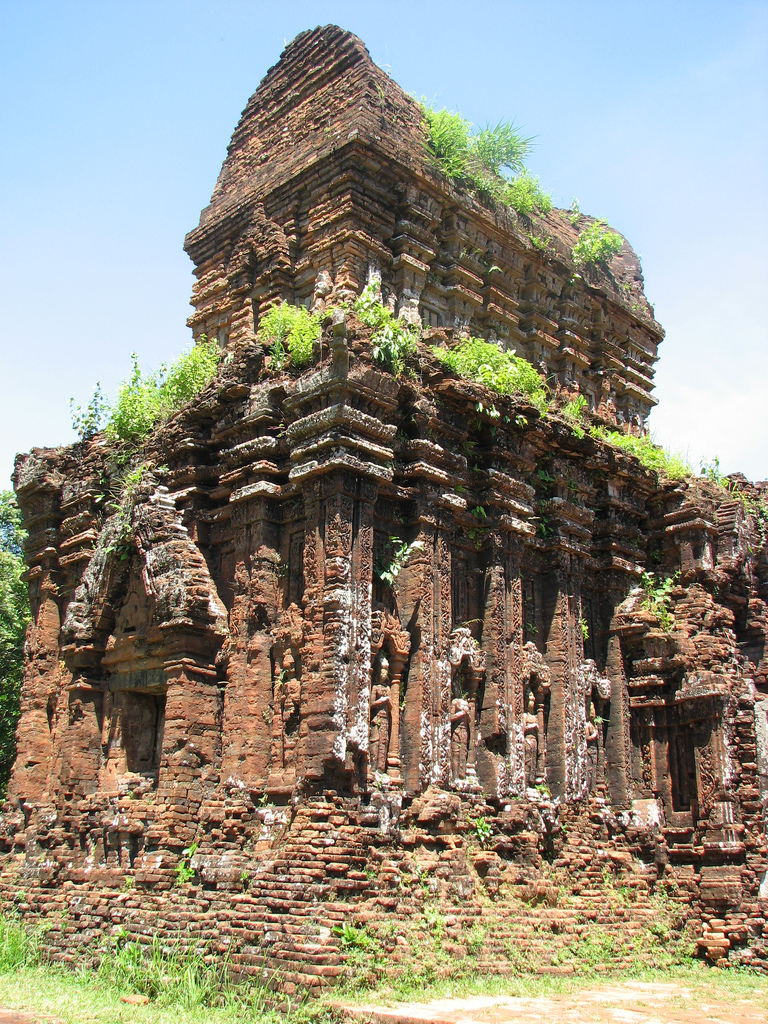
Tháp Mỹ Sơn B4
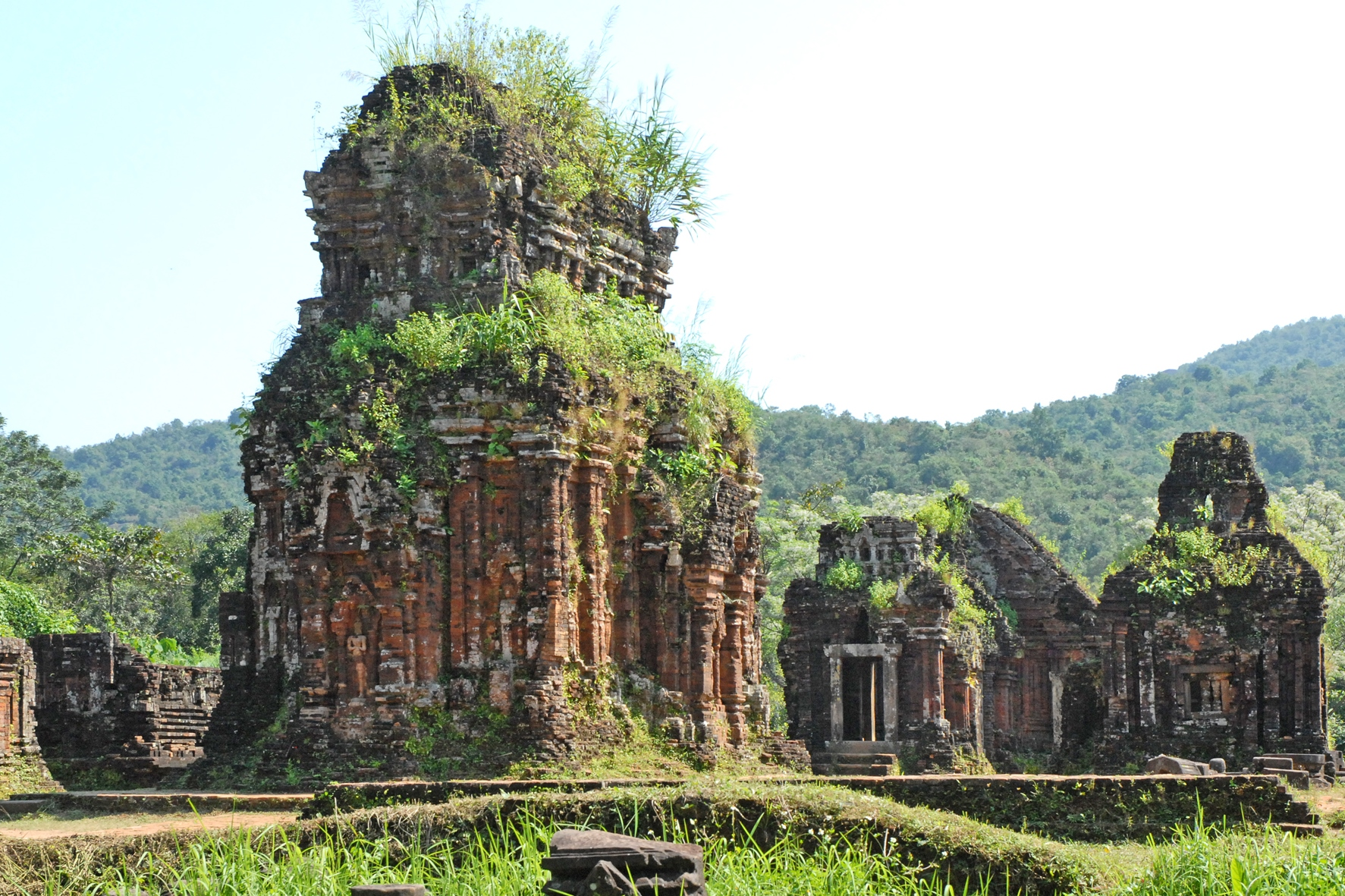
Tháp Mỹ Sơn C1
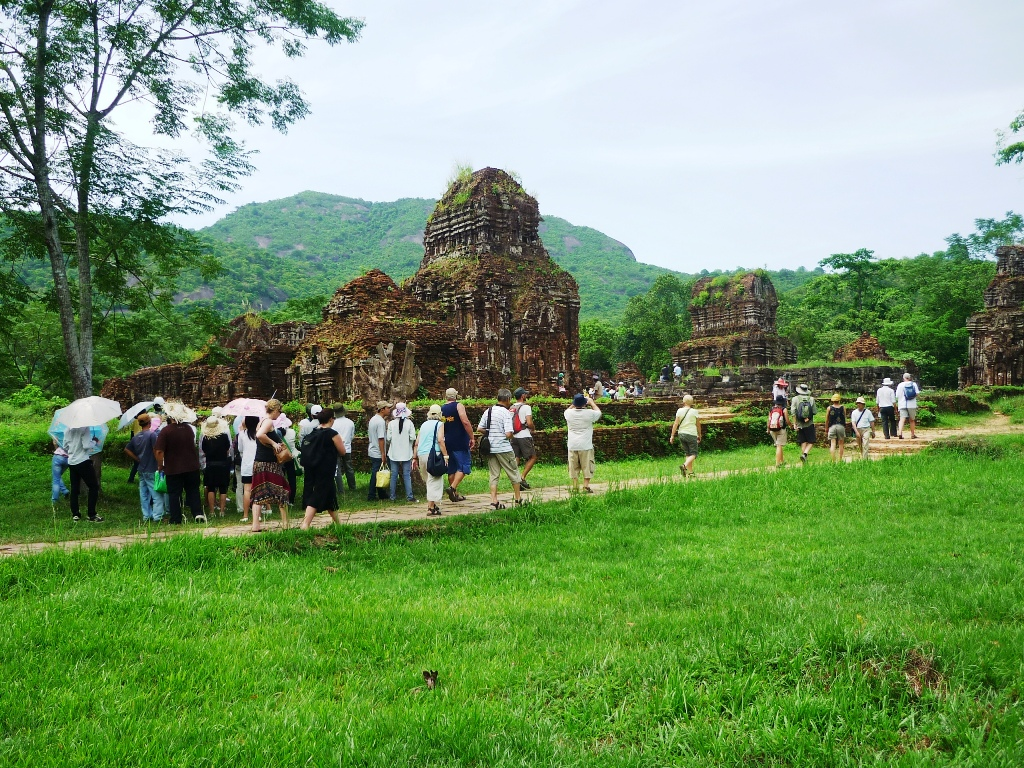
nhà nguyện tại khu C-B-D
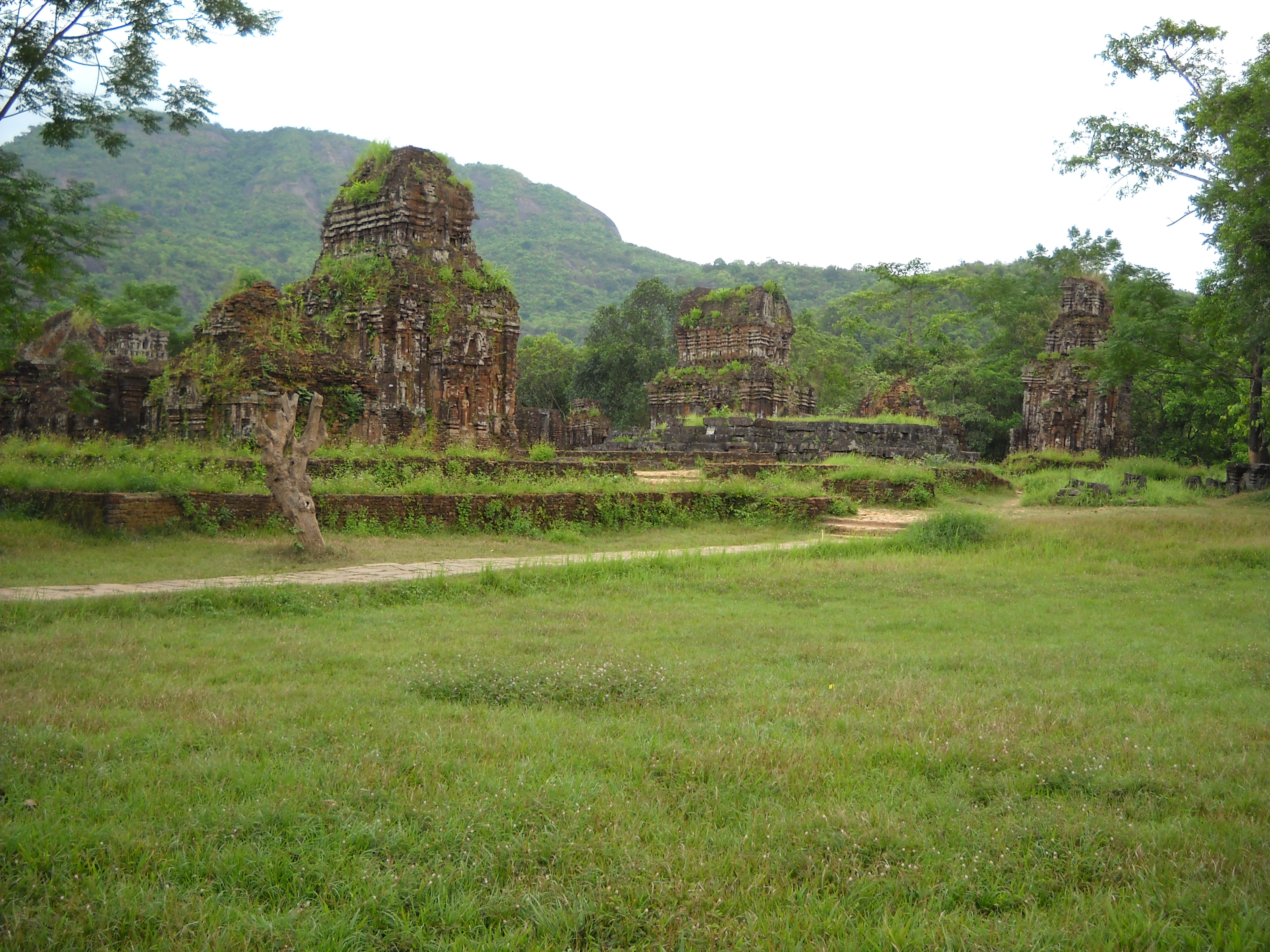
Thánh địa Mỹ Sơn, khu C-B-D
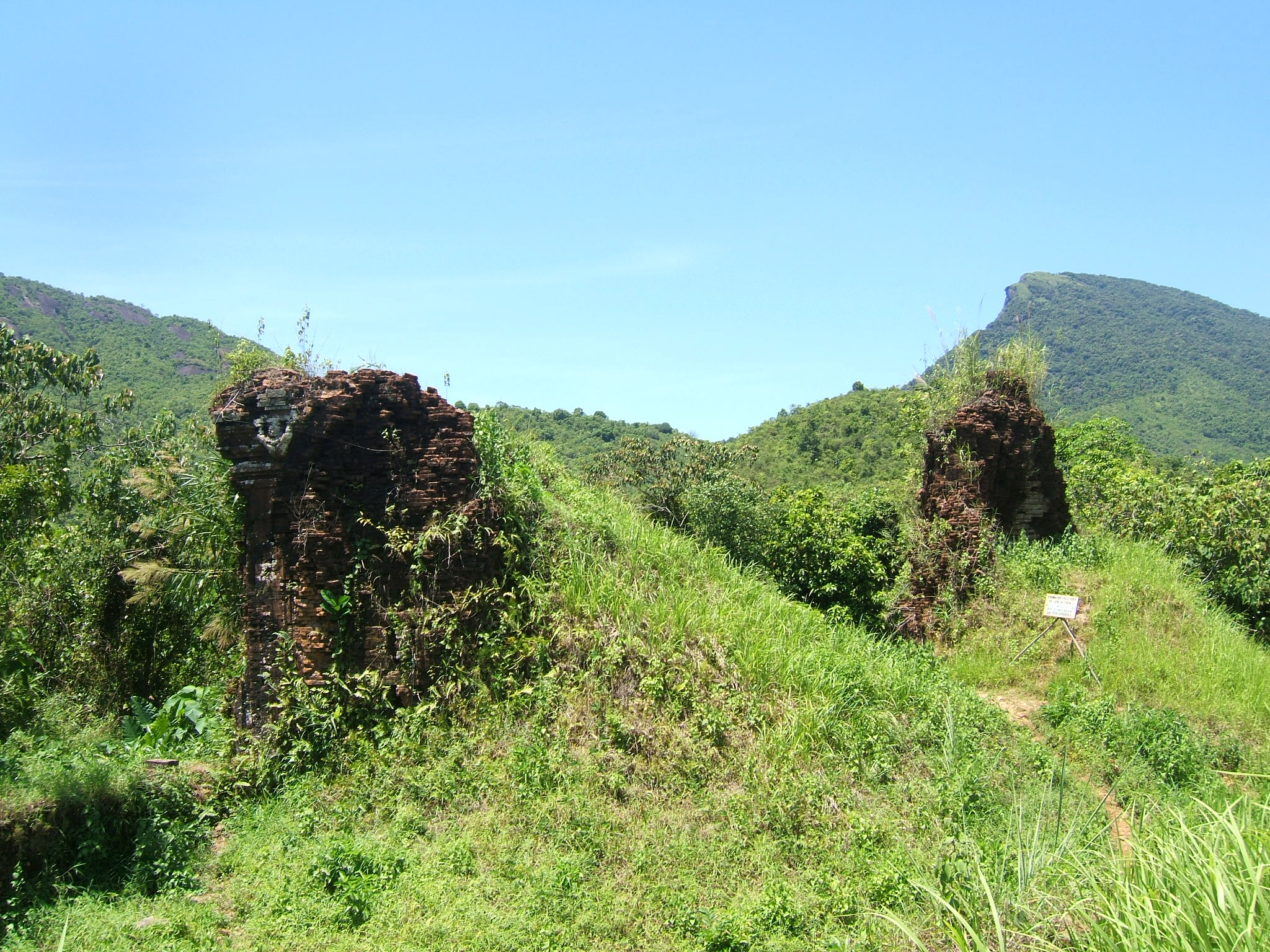
Một số tháp chỉ còn là những tàn tích đang chờ trùng tu, khai quật.
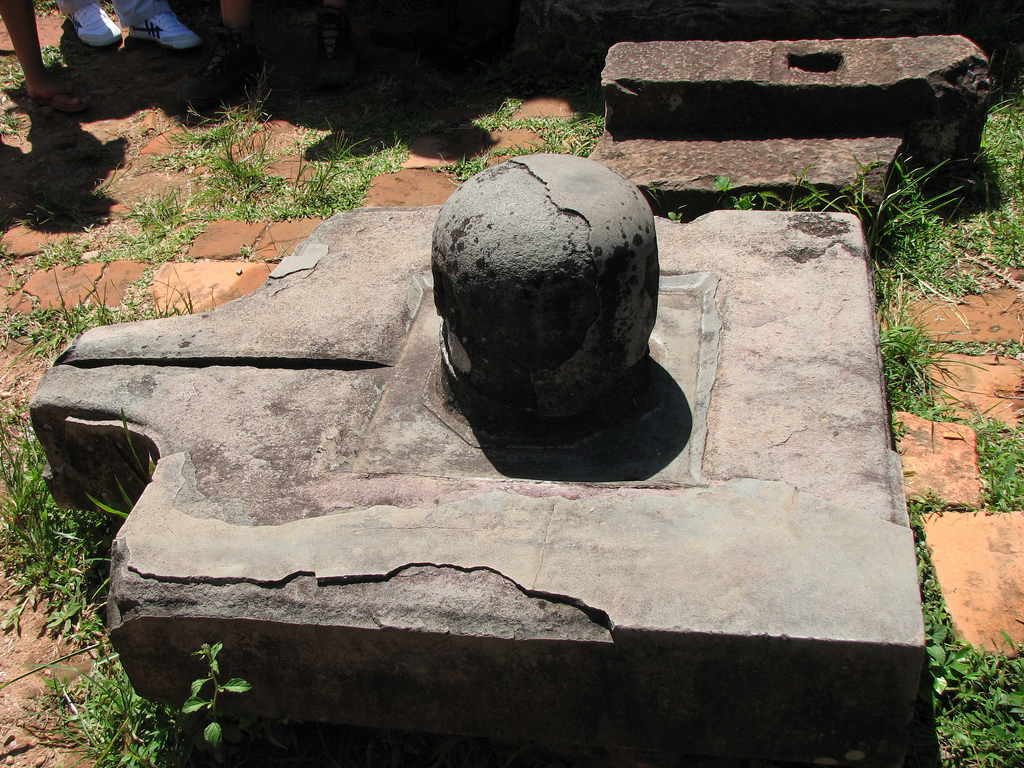
Sinh thực khí nam (Linga) tại Mỹ Sơn.
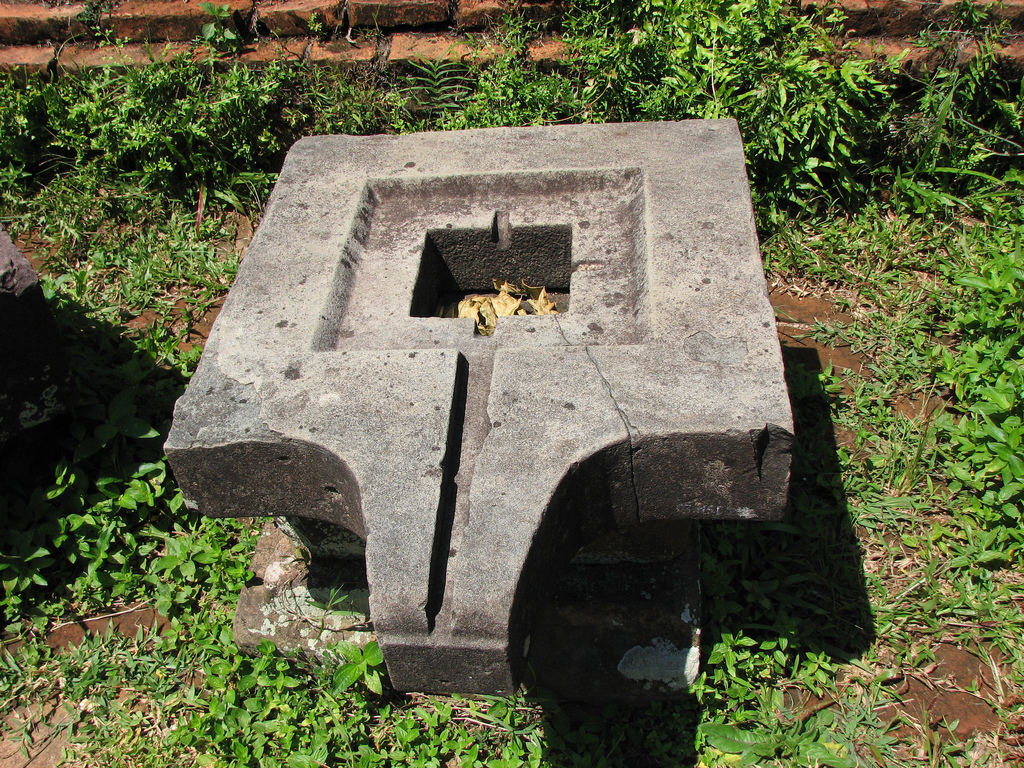
Sinh thực khí nữ (Yoni) tại Mỹ Sơn.
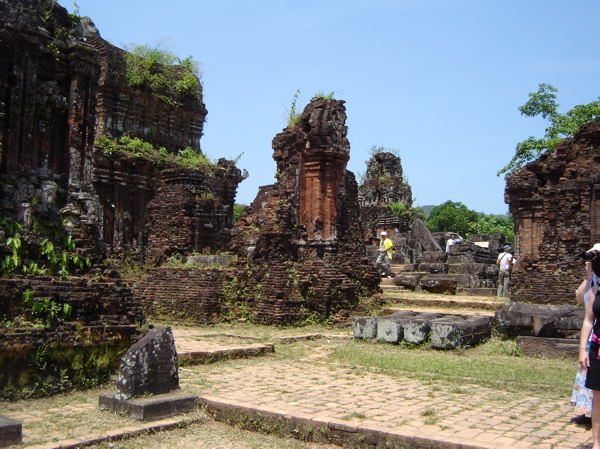
Vết tích của Vương quốc Chăm Pa tại Mỹ Sơn.
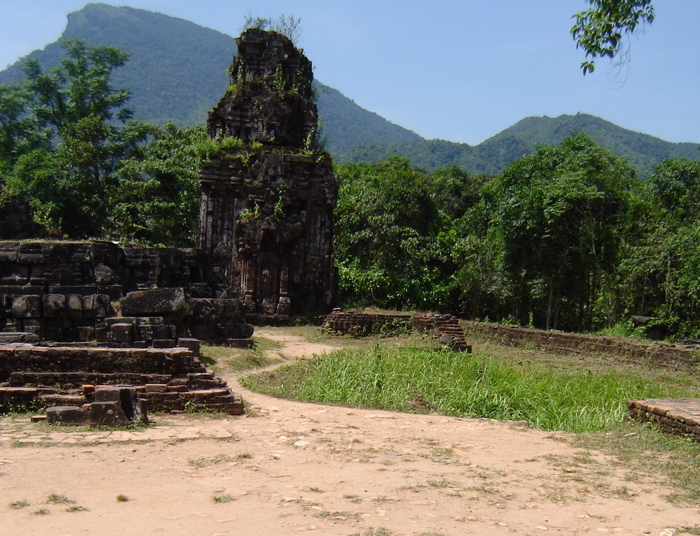
tháp đã đổ nát.
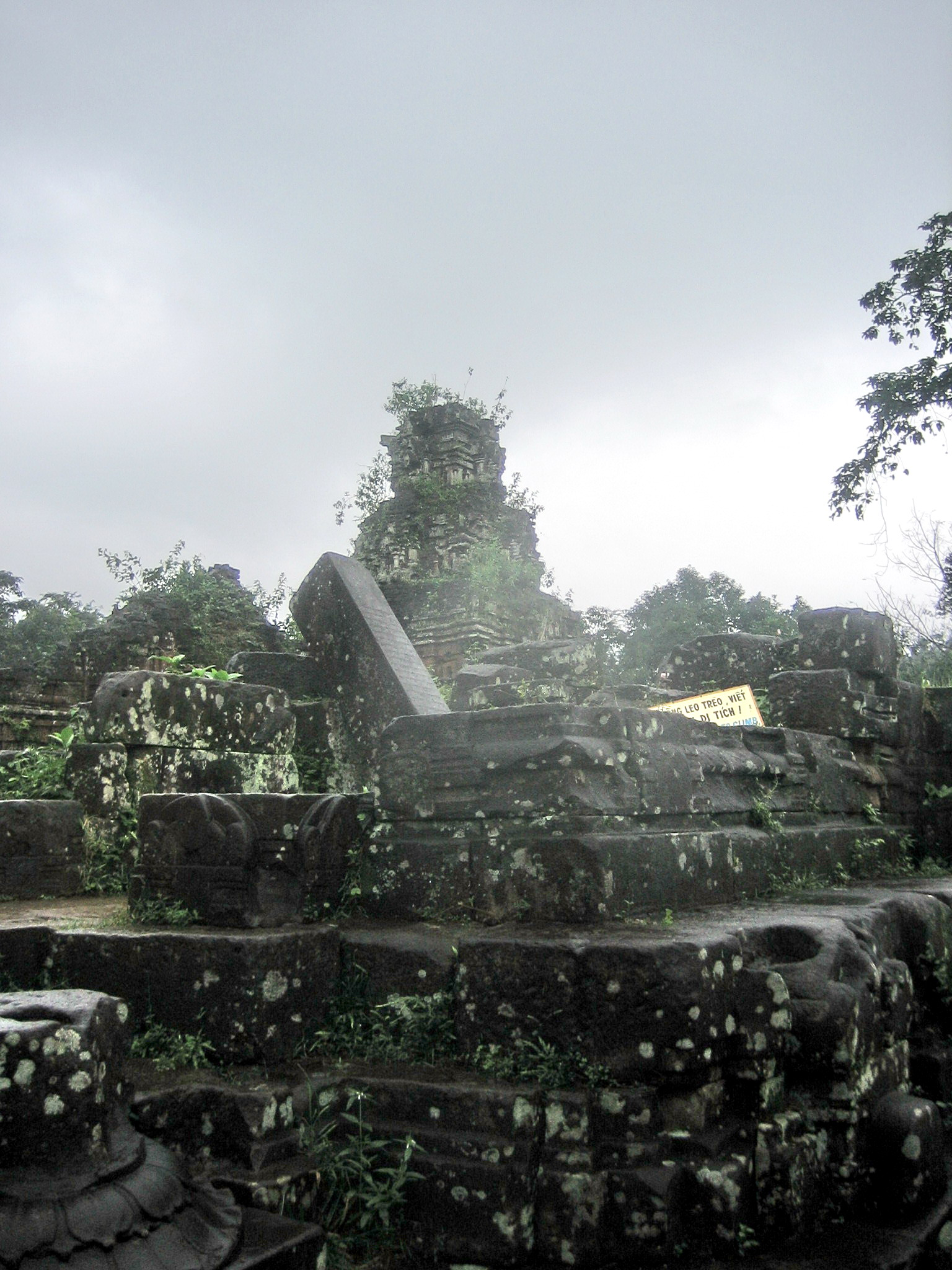
Quang cảnh điêu tàn tại Thánh địa Mỹ Sơn.